# Letitgo
Letitgo is een nummer van de Amerikaanse muzikant Prince uit 1994. Het is de tweede single van zijn vijftiende studioalbum Come.
In "Letitgo" zingt Prince over drama in zijn persoonlijk leven en de spanningen destijds tussen hem en zijn platenlabel Warner Bros. Records. Prince was namelijk teleurgesteld in zijn label omdat die niet zo snel muziek wilden uitbrengen zoals hij wilde; hij zingt dat ze nog spijt zullen krijgen als ze hem zouden laten gaan. Een jaar later was Prince vertrokken bij het label.
Het nummer werd in diverse landen een bescheiden hit. Zo bereikte het de 18e positie in de Amerikaanse Billboard Hot 100. In de Nederlandse Top 40 kwam het tot de 18e positie, en in de Vlaamse Radio 2 Top 30 tot de 28e.

## Tracklijst
- 7"

1. "Letitgo" (singleversie) – 4:15
2. "Solo" – 3:48

- 12"

1. "Letitgo" (singleversie) – 4:15
2. "Solo" – 3:48
3. "Alexa de Paris" (extended) – 4:54
4. "Pope" – 3:28